# اورایبی (آریزونا)
اورایبی (به انگلیسی: Oraibi) یک منطقهٔ مسکونی در ایالات متحده آمریکا است که در شهرستان ناواهو، آریزونا واقع شده‌است. اورایبی ۱٬۷۳۱ متر بالاتر از سطح دریا واقع شده‌است.